# Slatina (Kungota, Slovenija)
Slatina je naselje u slovenskoj Općini Kungoti. Slatina se nalazi u pokrajini Štajerskoj i statističkoj regiji Podravskoj. 

## Stanovništvo
Prema popisu stanovništva iz 2002. godine naselje je imalo 77 stanovnika.